# Honvéd Palotaőrség
Gyalogos Testőrség
A 32. Testőrezred Gyalogos Testőrség (korábbi nevén: Honvéd Palotaőrség) végzi Magyarország köztársasági elnökének állami és protokolláris feladataival kapcsolatos katonai díszelgési feladatokat, díszőrszolgálatot lát el a Köztársasági Elnöki Hivatalnak otthont adó Sándor-palotában, közreműködik a nemzeti- és állami ünnepeken és diplomáciai eseményeken. Történelmi jogelődje a m.kir. Testőrség
Az alegység 2012. január 7-től vette át a Köztársasági Elnöki Hivatal protokolláris őrzését. Feladata a budai várban a köztársasági elnöki zászló fel- és levonása, valamint a díszőrség ellátása a Sándor-palota déli és nyugati kapujánál. A katonák emellett díszőr- és díszjárőr-szolgálatot is ellátnak. Naponta a  10 órai váltás után mintegy 10 perces fegyveres alaki bemutatót is tartanak a Szent György téren.

## Viseletük
Fegyverük az 1895M Mannlicher ismétlőkarabély nikkelezett szuronnyal ellátva, míg a parancsnokok és a felvezetők 1861M gyalogsági szablyát viselnek. A palotaőrök a díszelgésre kialakított „Tihany” típusú díszelgő egyenruha csizmás változatát viselik. Az egyenruhán a köztársasági elnöki kiscímer jelzi a katonák hovatartozását.
A Honvéd Palotaőrség fegyvernemi színe a palackzöld, így a Honvéd Koronaőrség skarlátvörös színű, illetve a Honvéd Díszzászlóalj fehér ékítményeivel együtt a nemzeti színeink köszönnek vissza.